# Рэндолл, Холли
Холли Рэндолл (англ. Holly Randall, род. 5 сентября 1978, Голливуд, Калифорния) — американский эротический фотограф. В 2013 году журнал AVN назвал Холли Рэндолл одной из самых влиятельных женщин в индустрии для взрослых. Холли — дочь эротического фотографа Сьюз Рэндолл и писателя Хамфри Найпа.

## Биография

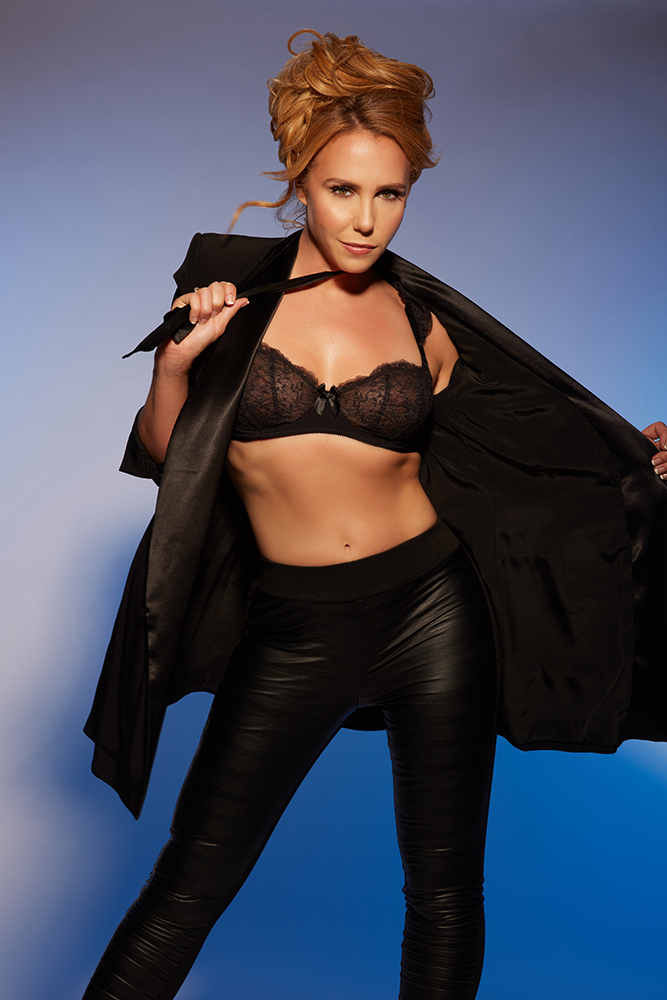
Холли Рэндолл в 2016 году, фотография Лизы Бойл

Холли была названа в честь Голливудского Пресвитерианского Медицинского Центра, в котором родилась. В течение 13 лет участвовала в соревнованиях по верховой езде и ушла после того, как выиграла 3-дневный подготовительный чемпионат (Preliminary Championships).
В 12 лет начала посещать курсы фотографии, а в 15 лет — работать фотографом, снимая портфолио для моделей, в том числе для младшей сестры, которая контракт Ford Modeling Agency.
В 2003 году закончила Калифорнийский университет в Лос-Анджелесе со степенью бакалавра в области мировой литературы. В конечном итоге, начала карьеру фотографа.

## Карьера

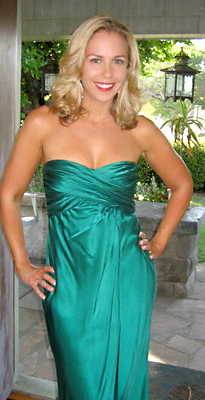
Холли Рэндолл на своей свадьбе в 2007 году

### Фотография
Холли было 20 лет и она была студенткой института фотографии Брукс (Brooks Institute of Photography) в Санта-Барбаре, Калифорния, когда мать попросила её помочь с семейным сайтом Suze.net. Рэндолл вернулась домой и начала снимать для suze.net, а к 2005 году её работы украшали обложки всех крупных американских журналов для взрослых.

### Видео
В 2004 году Рэндолл заинтересовалась кинопроизводством и начала режиссировать и снимать все фильмы для сайта своей матери suze.net. Затем в 2008 году она открыла собственную производственную компанию Holly Randall Productions и сайт www.hollyrandall.com. В мае 2013 года сайт присоединился к сети Met-Art. Среди многочисленных клиентов Рэндолл — Twistys.com и Playboy, она активно сотрудничает с такими журналами для взрослых, как Hustler, Club, High Society, Australian Penthouse, Hot Video и многими другими.

### Телевыступления
Холли и её мать Сьюз снялись в Secret Lives of Women: Sex for Sale («Тайные жизни женщин: секс на продажу») на телеканале WE. Обе были показаны в программах The Insider на канале CTD и Sexcetera на Playboy TV.
Рэндолл позировала полуобнаженной на фотографиях, сделанных немецким фотографом Беатрис Нойманн и американским фотографом Марком Доном (Mark Daughn).
В ноябре 2013 года состоялась премьера шоу на Playboy TV под названием Adult Film School, где Холли принимает любителей и режиссирует их профессиональные секс-видео.
Рэндолл снялась в «Секс-факторе», где проводила фотосессии для конкурсанток и в итоге для победителя 2-го эпизода. Также была судьёй второго сезона DP Star, конкурса, в котором начинающие девушки соревнуются за крупный контракт с Digital Playground, одной из ведущих американских порностудий.

### Книги
У Рэндолл есть четыре фотокниги: Erotic Dream Girls, Kinky Nylons, Kinky Super Beauties и Kinky Lingerie, изданные Goliath Books. Также она публикует ежегодный календарь.
Рэндолл — внештатный фотографом многих секс-руководств, опубликованных издательством Quiver Books, таких как:
- The Little Book of Kink («Маленькая книга извращений»),
- Acrobatic Sex Positions («Акробатические позы для секса»),
- Oral Sex Deck («Оральная секс-колода»),
- Hot Sex Tips, Tricks, and Licks,
- The Complete Photo Guide to Great Sex («Полный фотогид по отличному сексу»),
- The Secrets of Great G-Spot Orgasms and Female Ejaculation («Секреты отличных оргазмов точки G и женской эякуляции»).

Рэндолл ведёт подкаст об индустрии для взрослых под названием Holly Randall Unfiltered, который мгновенно вошёл в топ-20 подкастов iTunes о сексуальности.